# The Invisible Ray

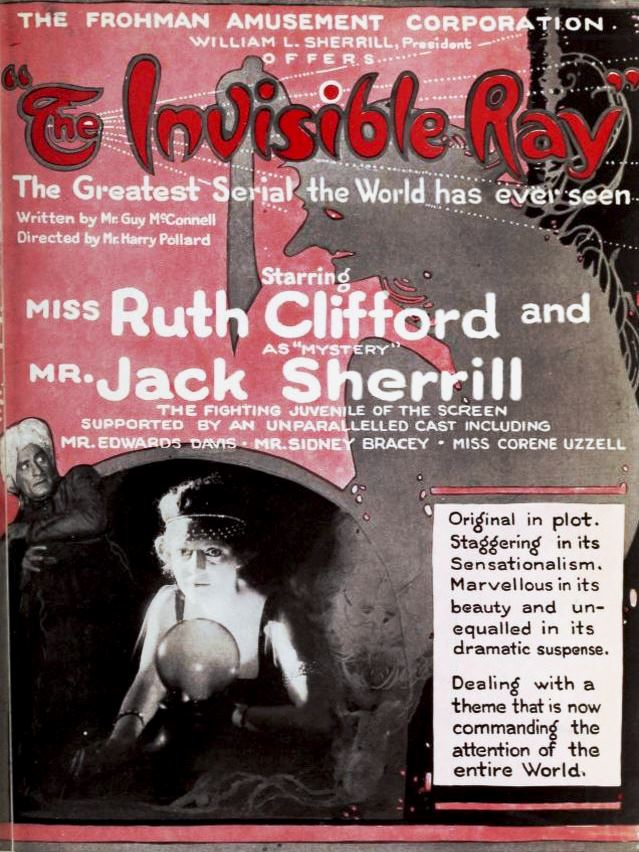
Cartaz promocional do seriado The Invisible Ray.

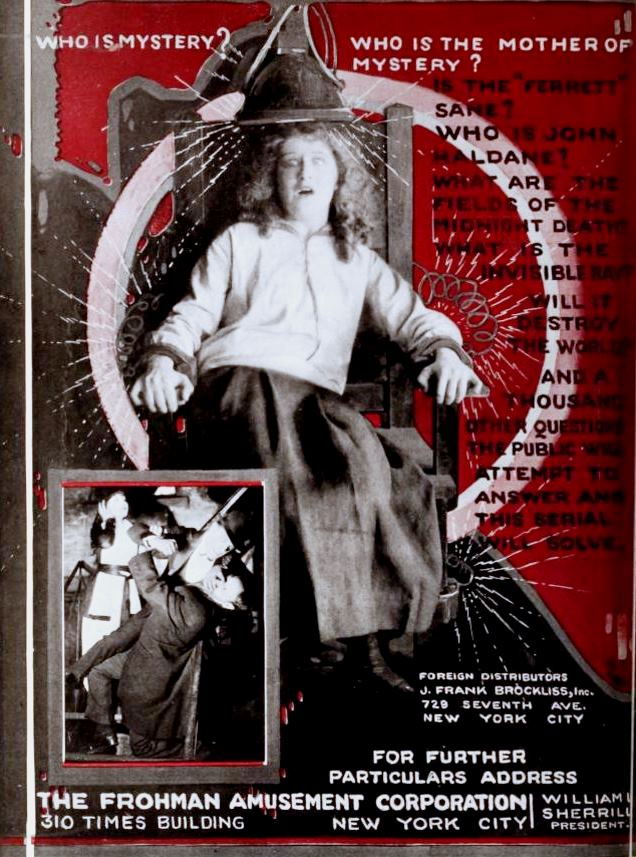
Cartaz promocional do seriado The Invisible Ray, apresentando Ruth Clifford.

The Invisible Ray (bra: O Raio Invisível) é um cinesseriado estadunidense de 1920, gênero ficção científica, dirigido por Harry A. Pollard, em 15 capítulos, estrelado por Ruth Clifford e Jack Sherrill. Único seriado produzido pela Frohman Amusement Corporation, assim como também último filme produzido pela companhia, que foi dissolvida em 1920, foi distribuído por Joan Film Sales Company, e veiculou nos cinemas estadunidenses entre 1 de julho e 7 de outubro de 1920.
Este seriado é considerado perdido.

## Sinopse
Após um mineralogista descobrir um raio com extraordinário poder, um grupo de cientistas procura usá-lo com finalidades criminosas.

## Elenco
- Ruth Clifford - Mystery
- Jack Sherrill[6] - Jack Stone
- Sidney Bracey - Jean Deaux
- Edwards Davis - John Haldane (creditado Ed Davis)
- Corene Uzzell - Marianna, Crystal Gazer
- William H. Tooker – membro da Gangue
- Edith Forrest